# Careca
Careca, vlastním jménem Antônio de Oliveira Filho (* 5. října 1960, Araraquara, Brazílie) je bývalý brazilský fotbalový útočník. Fotbalová přezdívka Careca znamená doslova Plešoun a získal ji v dětství podle svého oblíbeného klauna (vlastním jménem George Savalla Gomes).
Začínal v klubu Guarani FC, s nímž se stal v roce 1978 brazilským mistrem. Byl nominován na mistrovství světa ve fotbale 1982, ale vypadl ze sestavy kvůli zranění. V roce 1983 reprezentoval Brazílii na Copa América, kde vybojoval stříbrnou medaili. V roce 1986 se stal mistrem Brazílie se São Paulo FC, zároveň byl s 25 brankami nejlepším ligovým kanonýrem a časopis Placar ho vyhlásil nejužitečnějším hráčem soutěže. Na mistrovství světa ve fotbale 1986 vstřelil pět branek a dělil se o pozici druhého nejlepšího střelce turnaje s Diegem Maradonou a Emiliem Butragueñem. V roce 1987 přestoupil do SSC Neapol, kde vytvořil s Diegem Maradonou a Brunem Giordanem obávanou útočnou trojici zvanou MA-GI-CA (zkratka jmen MAradona-GIordano-CAreca). S Neapolí vyhrál Pohár UEFA 1988/89 a italskou ligu v roce 1990. Na mistrovství světa ve fotbale 1990 vstřelil dva góly v úvodním zápase proti Švédsku, ale Brazilci vypadli už v osmifinále.
Po skončení aktivní kariéry založil fotbalový klub Campinas Futebol Clube, který hraje třetí ligu státu São Paulo. Působí jako komentátor pro televizi Rede TV!